# Crucifixión con la Virgen y san Juan (El Greco)
Crucifixión con la Virgen y san Juan Evangelista es el tema de dos lienzos de Doménikos Theotocópuli—el Greco— sobre el tema de la Crucifixión de Jesús. Según Harold Wethey, ambos fueron realizados en colaboración con el taller del maestro.

## Introducción
Cabe distinguir entre la iconografía de Cristo en la cruz —solamente con la figura de Jesús— y la de la Crucifixión, en la que también aparecen otras figuras, De esta última, el Greco realizó cuatro variantes, bastante diferentes entre sí. Los dos presentes lienzos conforman la tercera de ellas, en la que figuran la Virgen María y Juan el Evangelista.

## Análisis de las obras

### Versión del Museo Ringling

#### Datos técnicos y registrales
- Sarasota, Museo Ringling, Object Number: SN-333;[4]
- Pintura al óleo sobre lienzo:
- Dimensiones: 103,5 x 70,5 según Wethey.(107.6 x 70.5 cm, según el Museo);
- Datación: ca 1600-1605 según Wethey (ca. 1600-1610 cm, según el Museo);
- Restos de una firma con letras griegas en cursiva: ...κος θεοτο...;
- Consta en el catálogo razonado de Wethey con el n º, núm. 76, y en el de Tiziana Frati con el 127-a.[5]

#### Comentario sobre la obra
Según Wethey, se trata de una obra del Greco con participación del taller. El color, especialmente en el celaje y en el paisaje, es más fresco y claro que el de la versión de Filadelfia. Juan el evangelista viste una túnica verde sobre un ropaje rosado, mientras que la Virgen lleva un manto azul oscuro. La pintura ha sido restaurada, con algunos retoques en el torso de Cristo. En la parte derecha, al fondo, hay un paisaje de Toledo con pequeñas figuras.

#### Procedencia
1. Feliciano Lorente (Madrid) antes de 1908;
2. Antonio Gorostiza (Bilbao);
3. Eugenio L. de Bayó (Madrid);
4. Vendido en la American Art Association, New York, 28 de diciembre de 1929, lote 76;
5. John Ringling (1866–1936), Sarasota, Florida;

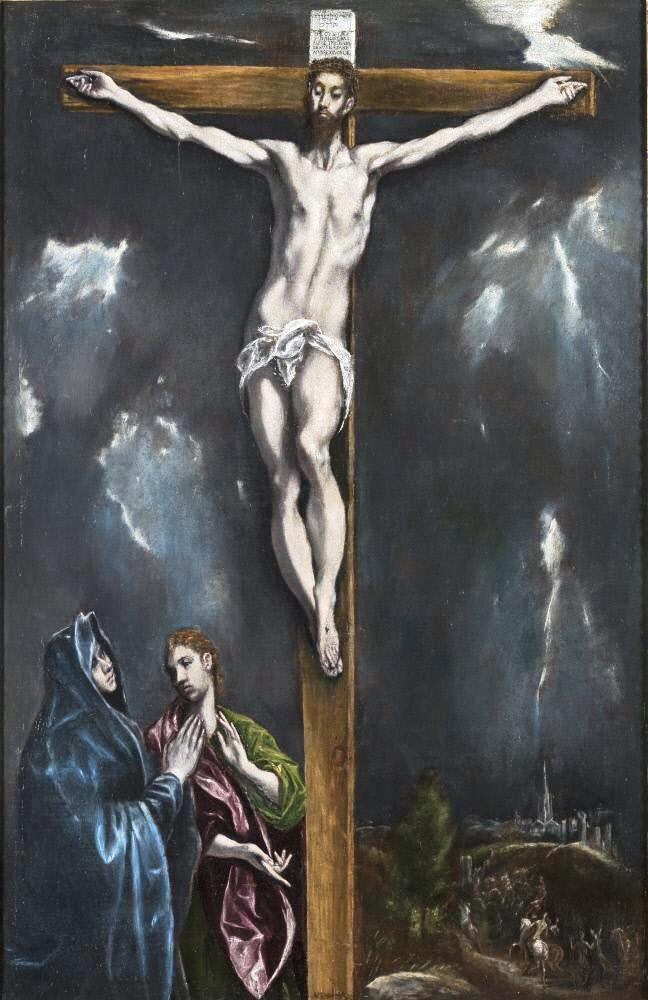
Versión del Museo Ringling, de Sarasota

6. Versión del Museo Ringling, de SarasotaLegado en el año 1936 al John and Mable Ringling Museum of Art;

### Versión del Museo de Arte de Filadelfia

#### Datos técnicos y registrales
- Museo de Arte de Filadelfia, n º, de catálogo: 809;[7]
- Pintura al óleo sobre lienzo;
- Dimensiones: 158 x 97 cm según Wethey (159.4-98.4 cm, según el Museo);
- Datación: ca. 1600 según Wethey (ca. 1600-1610, según el Museo);
- Consta en el catálogo razonado de Wethey con el n º. 77 y en el Tiziana Frati con el 127-b.

#### Comentario sobre la obra
Según Wethey, la tonalidad demasiado oscura, y la calidad un tanto mediocre de las figuras y del paisaje, denotan mucha intervención del taller y poca por parte del maestro.

#### Procedencia
1. San Clodio de León?;
2. Faustino Alonso, León?;
3. Leandro Madinaveita, Oñate (1899)?;
4. José Suárez, Madrid (abans de 1908)?;
5. La historia posterior de esta obra es desconocida.